# Открыточелюстные
Открыточе́люстные, или безмышцеусые (лат. Ectognatha или Amyocerata) — ранее выделявшийся подкласс насекомых, характеризующийся «обычным» строением ротового аппарата, в отличие от скрыточелюстных. К открыточелюстным относится подавляющее большинство насекомых. Иногда только открыточелюстных называют насекомыми (одновременно перенося на них латинское название Insecta), но такая точка зрения не имеет под собой серьёзных оснований.

## Проблемы классификации
Существуют несколько вариантов классификации открыточелюстных. В двух из них щетинохвостки не признаются как голофилетический таксон, и одна из групп щетинохвосток предлагается в качестве сестринской к крылатым насекомым. Наиболее распространенный вариант предполагает деление открыточелюстных на два инфракласса: Triplura и Pterygota. В классификациях, основанных на гипотезе о полифилии крылатых насекомых, открыточелюстные делятся и на большее число равноправных таксонов. С выделением скрыточелюстных в равноправный класс наравне с насекомыми в составе надкласса шестиногих, таксон открыточелюстных стал тождественен насекомым.

## Общие признаки
Открыточелюстных объединяют следующие признаки:
1. В антенне только два членика приводятся в движение мышцами: рукоятка приводится в движение мышцами, находящимися в голове, и содержит в себе мышцы, приводящие в движение второй членик — ножку. Внутри ножки располагается джонстонов орган — слуховой орган, у которого сколопсы прикреплены к сочленовой мембране между рукояткой и ножкой. От ножки отходит также вторично расчлененный жгутик, у наиболее примитивных открыточелюстных состоящий из большого неопределенного числа члеников и имеющий щетинковидную форму. Такая форма жгутика связана с тем, что в процессе онтогенеза число члеников жгутика увеличивается за счет деления пополам члеников в проксимальной части жгутика и последующему их удлинению. У многих крылатых насекомых число вторичных члеников стабилизируется и жгутик приобретает иную форму (булавовидную, веретеновидную и др.);
2. Имеется 3 теменных простых глазка. Эти глазки, в отличие от сложных глаз, иннервируются не от зрительных долей мозга, а от особого глазкового центра. Они гомологичны науплиальным глазам ракообразных, некоторым фоторецепторам хелицеровых и, предположительно, теменным глазкам трилобитов, так что имеют древнее происхождение. Особенностью же глазков открыточелюстных насекомых является то, что передний из них непарный, образовавшийся в результате слияния пары глазков. Функция их до конца не выяснена, неясно также, почему они подверглись редукции у многоножек и скрыточелюстных насекомых (доказательством исходного наличия двух пар теменных глазков у последних служит обнаружение их внутренних гомологов у ногохвосток);
3. Имеется тенториум (tentorium) — эндоскелет головы, имеющий эктодермальное происхождение. В состав тенториума входит пара передних рук и задний тенториальный мост. Передние руки тенториума — это апофизы, начинающиеся от переднего края головной капсулы около передних мыщелков мандибул. На внешней поверхности головы заметна пара углублений — передних тенториальных ямок, ведущих в передние руки тенториума. Снаружи эти ямки нередко соединены поперечной бороздкой, разделяющей лоб и наличник. Задний тенториальный мост образован парой слитых между собой апофизов, начинающихся в задней части головы между основаниями максилл и нижней губы и сливающихся между собой под пищеводом, над вентральной нервной цепочкой и позади окологлоточных коннектив. Наружние углубления, ведущие в задний мост, называются задними тенториальными ямками. По мнению некоторых авторов, передние руки тенториума гомологичны фольземовым рукам ногохвосток и аподемам фультур многоножек;
4. Лапка вторично расчленена на 5 члеников (тарзитов), не имеющих собственных мышц. У многих открыточелюстных происходит вторичное уменьшение числа члеников вплоть до полной утраты расчлененности, но никогда не бывает больше 5 члеников. В других группах неполноусых лапки либо нерасчлененные, либо расчленены на несколько члеников (всегда меньше 5);
5. У самок имеется яйцеклад (oviductus), образованный сложенными вместе гонапофизами (gonapophyses) — своеобразными парными вентральными придатками VIII и IX сегментов брюшка, называемыми также первыми и вторыми створками яйцеклада. Гонапофизы представляют собой длинные выросты, отходящие от углов кокситов. Существует предположение, что они являются видоизмененными остатками конечностей своих сегментов. Благодаря тому, что IX сегмент брюшка у самки практически полностью редуцирован, и его кокситы почти до основания вдвинуты под кокситы VIII сегмента, основания обеих пар гонапофизов оказываются вплотную прижатыми друг к другу, образуя яйцеклад. У разных групп крылатых насекомых яйцеклад редуцируется, а в качестве функциональной замены ему образуется вторичный яйцеклад различных типов;
6. Половое отверстие самца открывается на границе IX и X сегментов брюшка, а не VIII и IX, как у скрыточелюстных. Обычно половое отверстие открывается на пенисе, который представляет собой вырост в сочленении IX стернита с X сегментом. Интересно, что у щетинохвосток пенис, хотя и имеется, но никогда не вводится в половые пути самки, поэтому некоторые исследователи полагают, что его исходная функция не была связана с копуляцией;
7. На нижней стороне X сегмента вместо непарного стернита имеется пара парапроктов (paraprocti), а позади X тергита имеется эпипрокт (epiproctus), считающийся рудиментом XI сегмента брюшка; кроме того, конец брюшка, помимо церок, несёт непарный парацерк, имеющий аналогичное церкам строение и в большинстве высокоорганизованных групп открыточелюстных вторично утраченный. Существуют гипотезы об исходном наличие парацерка у двухвосток, поэтому апоморфный статус парацерка спорен. Неясно и его происхождение;
8. Сегментарные дыхальца груди утрачены (в отличие от двухвосток и бессяжковых).